# Opus Magnum
Opus Magnum est un jeu vidéo de puzzle développé par Zachtronics pour les systèmes d'exploitations Linux, Microsoft Windows et Mac OS. Le jeu a été publié en décembre 2017.

## Système de jeu
Dans Opus Magnum le joueur incarne le rôle d'un alchimiste devant créer des produits en manipulant des atomes d'éléments alchimiques à l'aide d'une machine de transmutation. Cette machine est représentée sous forme d'un damier hexagonal sur lequel le joueur doit placer divers outils pour manipuler, transformer ou déplacer les atomes. Le jeu consiste en une succession de puzzles pouvant être résolus de manière libre. Après leurs résolutions, plusieurs tableaux indiquent la qualité ou l'efficacité de la solution du joueur par rapport aux autres joueurs ayant résolu l'énigme.

## Accueil
- Gamekult : 9/10[1]
- Canard PC : 9/10[2]